# Kekec (1951.)
Kekec je slovenski dječji pustolovni film. Snimljen je prema trilogiji Josipa Vandota Kekec na vučjem tragu (slov. Kekec na volčji sledi). Prvi je film o Kekecu. Snimljen je na 35 milimetarskoj vrpci.
Prvi je slovenski film koji je dobio međunarodnu filmsku nagradu. To je Zlatni lav u kategoriji filmova za mladež na 16. Venecijanskom filmskem festivalu. I danas je jedan od naomiljenijih slovenskih filmova. Uslijedili su nastavci Sretno, Kekec (1963.) i Kekečeve smicalice (1968.).

## Filmska ekipa
Uloge:
- Matija Barl (Kekec)
- Zdenka Logar (Mojca)
- Franc Presetnik (Bedanec)
- Frane Milčinski (Kosobrin)
- Modest Sancin (Mišjek)
- Alenka Lobnikar (Tinka)
- Jože Mlakar (Rožle)
- Lojze Potokar (otac)
- Vida Levstik (majka)

## Lokacije snimanja
- Gozd (malo selo u općini Tržič)
- Kranjska Gora
- slap Peričnik (snimanje tik pod slapom)
- šuma Martuljek (scenski postavljeno selo)
- Sleme (prizor s pjesmom: "Dobra volja je najbolja")
- Crkva svetoga Jožefa, Ljubljana (nekadašnji atelje, prizor jaruge s potokom)